# Chlorotettix suturalis
Chlorotettix suturalis är en insektsart som beskrevs av Delong 1916. Chlorotettix suturalis ingår i släktet Chlorotettix och familjen dvärgstritar. Inga underarter finns listade i Catalogue of Life.